# 京王設備サービス
株式会社京王設備サービス（けいおうせつびサービス、英文社名：Keio Setsubi Service Co., Ltd.）は、ビル総合管理業、総合設備工事業、警備業、鉄道施設管理業を営む日本の株式会社。
京王電鉄の子会社で、京王グループに属する。本社は東京都渋谷区神泉町の神泉駅ビルに所在する。

## 概要
事業内容は、ビル総合管理および総合設備工事のほか、警備・清掃業務、鉄道関連施設の保守管理、鉄道駅の業務受託（施設運営・案内業務）、鉄道関連施設の保守管理など、きわめて多岐にわたる。

### ステーションサービス事業
1999年（平成11年）4月、鉄道関連事業部を設立、駅業務の受託（ステーションサービス）事業を開始した。京王電鉄以外での鉄道事業者における駅業務の受託も行っており、2004年12月1日より横浜市営地下鉄において駅業務の一部を受託開始。その他、ゆりかもめ、りんかい線、多摩都市モノレールなどの駅業務も受託している。

なお、同1999年6月には東急電鉄が東急レールウェイサービスを設立し、これを皮切りに2000年代には全国の大手私鉄で駅業務委託のための子会社設立が進むこととなった。

### 施設管理・運営業務
施設の管理業務では、杉並公会堂の運営管理、味の素スタジアムの管理などを受託している。
2015年10月27日に開業した京王高尾山温泉の施設運営も行う。
2016年7月1日、新宿駅地下街・京王モールに開業した「中部地方インフォメーションプラザ in 京王新宿」での観光案内業務も行う。

## 沿革
- 1964年02月 - 京王帝都電鉄（当時）により京王サービス興業株式会社として設立[2]
- 1964年04月	- ビル管理業（設備・清掃）の営業を開始[2]
- 1966年04月	- 電気工事業・塗装工事業の営業を開始[2]
- 1970年12月 - 株式会社京王サービスに社名変更[2]
- 1972年11月 - 警備業の営業を開始[2]
- 1973年02月	- 管工事業の営業を開始[2]
- 1980年08月	- 札幌営業所を開設[2]（京王プラザホテル札幌内[8]）
- 1993年04月 - 株式会社京王設備サービスに社名変更[2]
- 1995年07月	- ビル総合管理部門に研修センター開設[2]
- 1996年12月 - 本社を渋谷区の神泉駅ビルへ移転[2]
- 1999年04月	- 鉄道関連事業部を設立[2]（東京都多摩市）
- 2006年06月	- 杉並公会堂オープン、初のPFI事業開始[2]
- 2007年07月	- 桜上水総合事業所を開設[2]（桜上水駅前、若葉台検車区桜上水派出所付近[8]）
- 2014年02月	- 会社創立50周年を迎える[2]
- 2018年10月 - 品川営業所を開設[2]（東京都港区高輪3丁目[8]）